# Droga krajowa B191 (Niemcy)
Droga krajowa 191 (niem. Bundesstraße 191, B 191) – niemiecka droga krajowa przebiegająca  z zachodu na wschód od skrzyżowania z drogą B3 w Celle w Dolnej Saksonii do skrzyżowania z drogą B103 w Plau am See w Meklemburgii-Pomorzu Przednim.

## Miejscowości leżące przy B191

### Dolna Saksonia
Celle, Garßen, Eschede, Holdenstedt, Uelzen, Pieperhöfen, Riestedt, Stöcken, Neumühle, Schwemlitz, Hohenzethen, Sellien, Zernien, Karwitz, Dannenberg (Elbe), Seybruch.

### Meklemburgia-Pomorze Przednie
Dömitz, Heiddorf, Malliß, Malk Göhren, Eldena, Karstädt, Ludwigslust, Neustadt-Glewe, Brenz, Alt Brenz, Spornitz, Parchim, Rom, Lutheran, Lübz, Riederfelde, Broock, Barkow, Klebe, Plau am See.

## Linki zewnętrzne

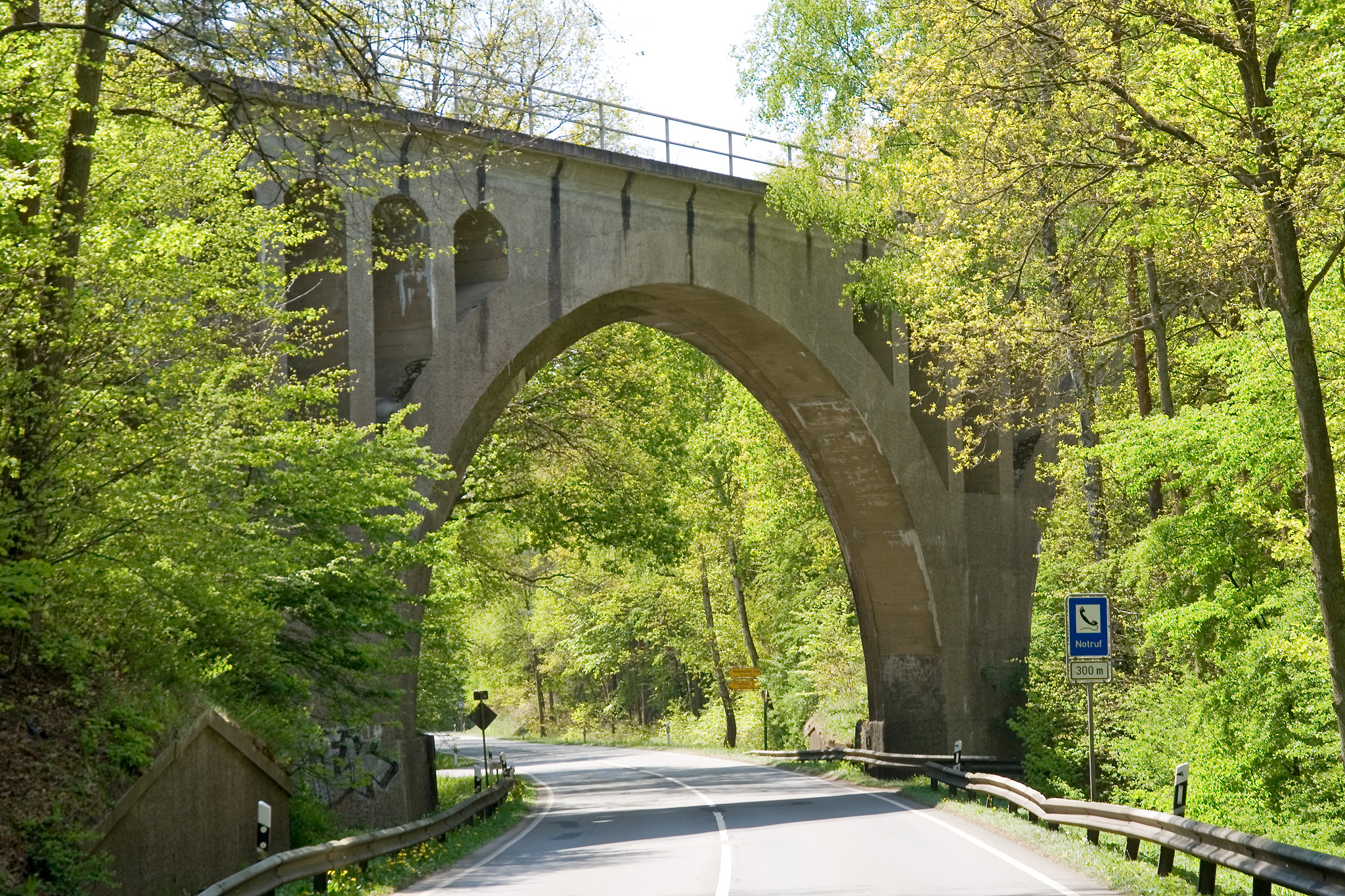
Wiadukt kolejowy koło Zernien
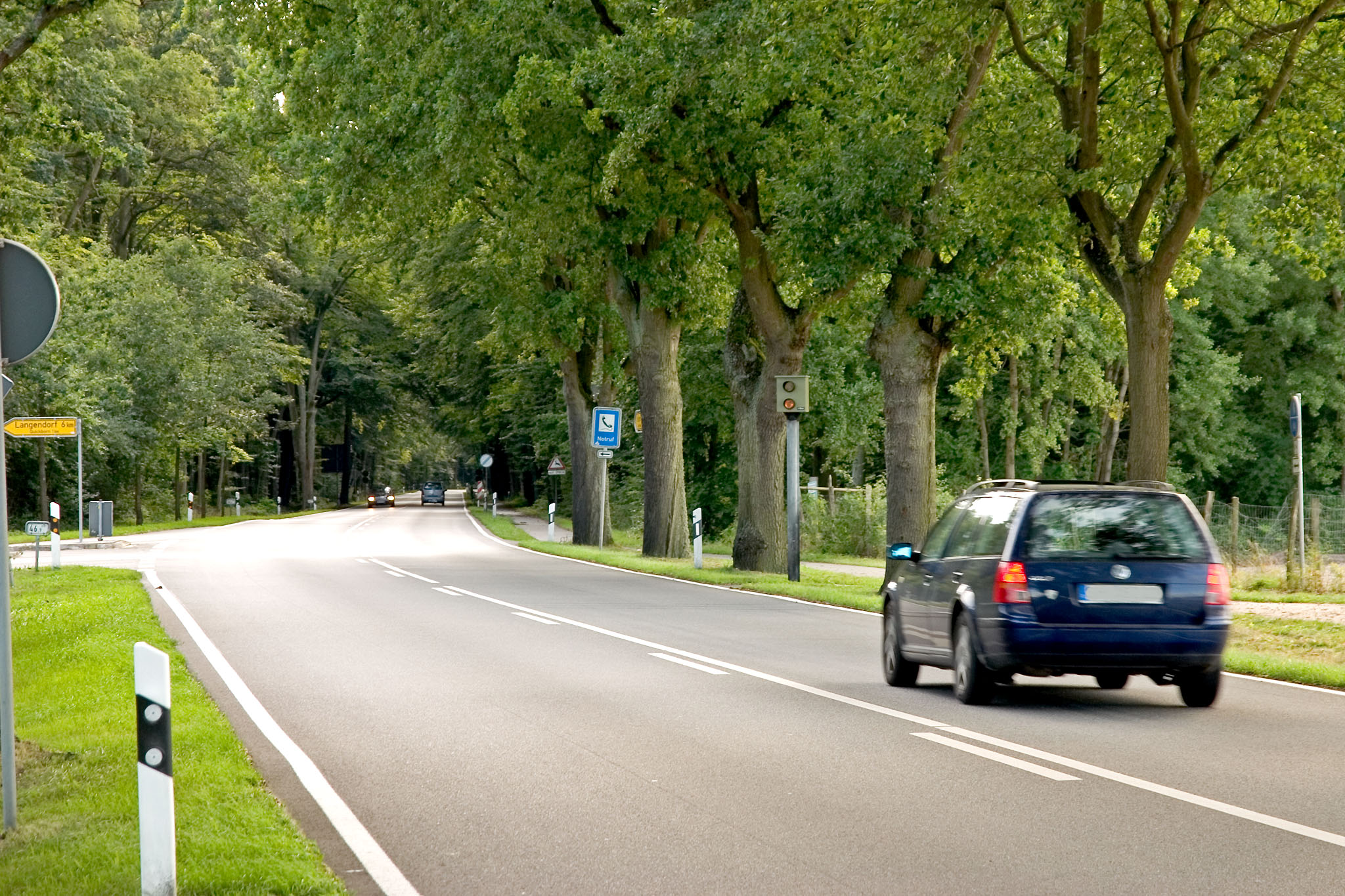
Kontrola prędkości na B191 za mostem na Łabie w kierunku Dannenberg (Elbe).